# Xã Cross, Quận Carroll, Arkansas
Xã Cross (tiếng Anh: Cross Township) là một xã thuộc quận Carroll, tiểu bang Arkansas, Hoa Kỳ. Năm 2010, dân số của xã này là 284 người.